# Estadio Giovanni Zini
El Estadio Comunal Giovanni Zini (en italiano, Stadio Comunale Giovanni Zin) es un estadio de fútbol de Cremona, en Italia. En el recinto ejerce como local Unione Sportiva Cremonese. El estadio tiene capacidad para 16.003 espectadores. 
Fue inaugurado en noviembre de 1919 y lleva el nombre de Giovanni Zini, portero de Cremonese que murió durante la Primera Guerra Mundial. En 2019 el estadio fue comprado por el club. En 2007 y 2018 fue sometido a remodelaciones.